# Diplomaterna
Diplomaterna är en dokumentär TV-serie som visats i Sveriges Television under 2009, som skildrade svenska diplomaters verksamhet.
Programmet väckte kritik från Utrikesdepartementet och dess anställda som ansåg att det gav en skev bild av deras verksamhet, samtidigt som bilden av de porträtterade diplomaternas festande och uttalanden väckte kritik mot UD hos många tittare.